# 萊昂山脈

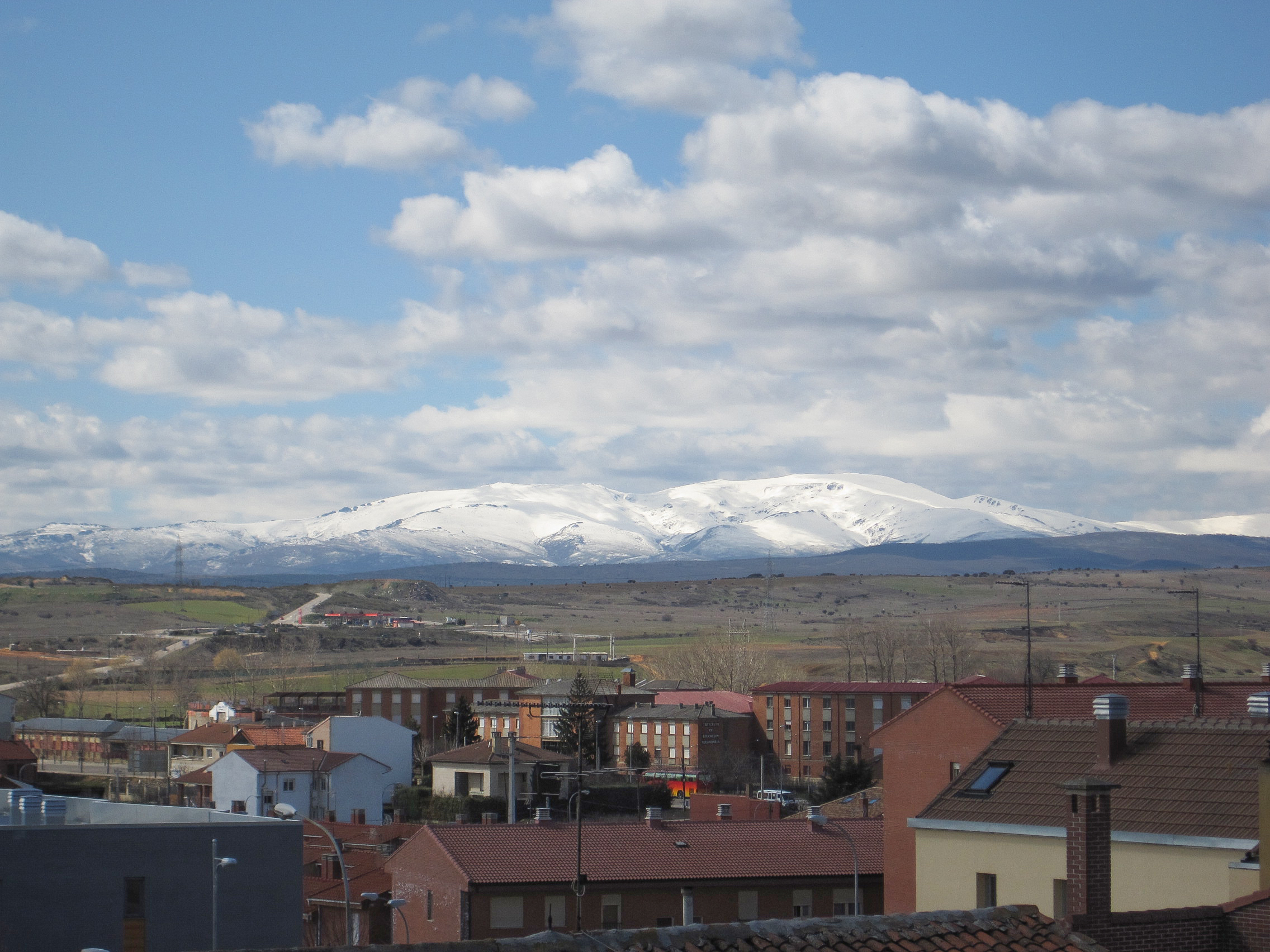

42°30′N 6°18′W / 42.500°N 6.300°W
萊昂山脈（西班牙語：Montes de León），是西班牙的山脈，位於該國西北部的萊昂省，處於坎塔布連山脈和加利西亞山脈的交界點，屬於卡布雷拉山脈的一部分，最高點海拔高度2,188米。